# Thomas Lenthal
 (mars 2021).
Thomas Lenthal, né le 5 juin 1964 à Paris 12e, est un directeur artistique français.

## Biographie
De parents autrichiens et cultivés (le père est marchand de tableaux), Thomas Lenthal grandit à Paris. Il fait des études d'arts plastiques à l'école Penninghen (ESAG) de 1991 à 1995, et y suit les cours de Peter Knapp (ancien de Elle et de Vogue) et Roman Cieslewicz.
Il est tout à d'abord embauché au magazine Femmes, dont Peter Knapp est le directeur artistique. Puis il devient directeur de création du magazine Glamour (Condé Nast) de 1994 à 1998.
En 1999 il co-fonde le magazine de mode Numéro en collaboration avec Babeth Djian. Jusqu'en 2008, il en est le directeur de création, où il collabore avec de nombreux photographes, dont Mert Alas & Marcus Pigott, Paolo Roversi, Mario Sorrenti, Guido Mocafico entre autres.
Au début des années 2000, Thomas Lenthal devient le directeur de l'image de Dior Joaillerie, où il collabore avec Victoire de Castellane, et de Dior Couture où il collabore avec John Galliano. Il se fait remarquer en 2001 avec une campagne conçue avec le photographe Nick Knight où, au milieu de voitures accidentées, surgissent des mannequins, le corps meurtri et couvert de gasoil, vêtus de tenues à la fois légères et extravagantes, portant des sandales à talons hauts et accrochés à des sacs à main Dior immaculés.
De 2002 à 2005, il est directeur de l'image d'Yves Saint Laurent Beauté, en collaboration avec Tom Ford et Linda Cantello[source secondaire souhaitée]. En 2003, Thomas Lenthal est nommé directeur artistique de l'entreprise de prêt-à-porter Yves Saint Laurent et élabore l'image globale de la maison, en collaboration avec le créateur Stefano Pilati.
En 2007, il se consacre à sa société Lenthal[source secondaire souhaitée], créée en 1996, un studio de création qui conçoit des campagnes publicitaires, du contenu visuel et éditorial pour quelques rares marques de mode, luxe et beauté. Il crée des stratégies visuelles, campagnes publicitaires et brand content pour des clients[réf. souhaitée] comme Prada, Dior, Hermès, Cartier, Calvin Klein, Louis Vuitton. L'équipe est « resserrée », variant en nombre au gré des projets, très fidèle.
En 2008 il lance Paradis, une revue semestrielle. Il y propose des espaces éditoriaux aux créateurs, qui y trouvent une liberté de création et une notoriété importante. Par exemple, en 2009, Jürgen Teller réalise la série Paradis où Charlotte Rampling et Raquel Zimmermann posent nues au milieu des statues antiques du Louvre. En mars 2023, le photographe fait don de ses 7 clichés au Musée du Louvre. En avril 2008, Paradis reçoit le Prix du meilleur magazine décerné par le Club des directeurs artistiques[source secondaire souhaitée].
En 2013, Thomas Lenthal co-fonde System, « plateforme d'observation créative des métiers de la mode », avec Alexia Niedzielski, Elizabeth von Guttman et Jonathan Wingfield, un magazine de conversations sur le milieu de la mode, considéré un des magazines de mode indépendants les plus influents aujourd'hui. Le nom est donné en référence au livre du sémiologue Roland Barthes, Système de la mode (1967).
Thomas Lenthal réalise également la direction artistique de livres d'arts et photographie, pour les éditions Rizzoli et Steidl.